# Melissopalynologie

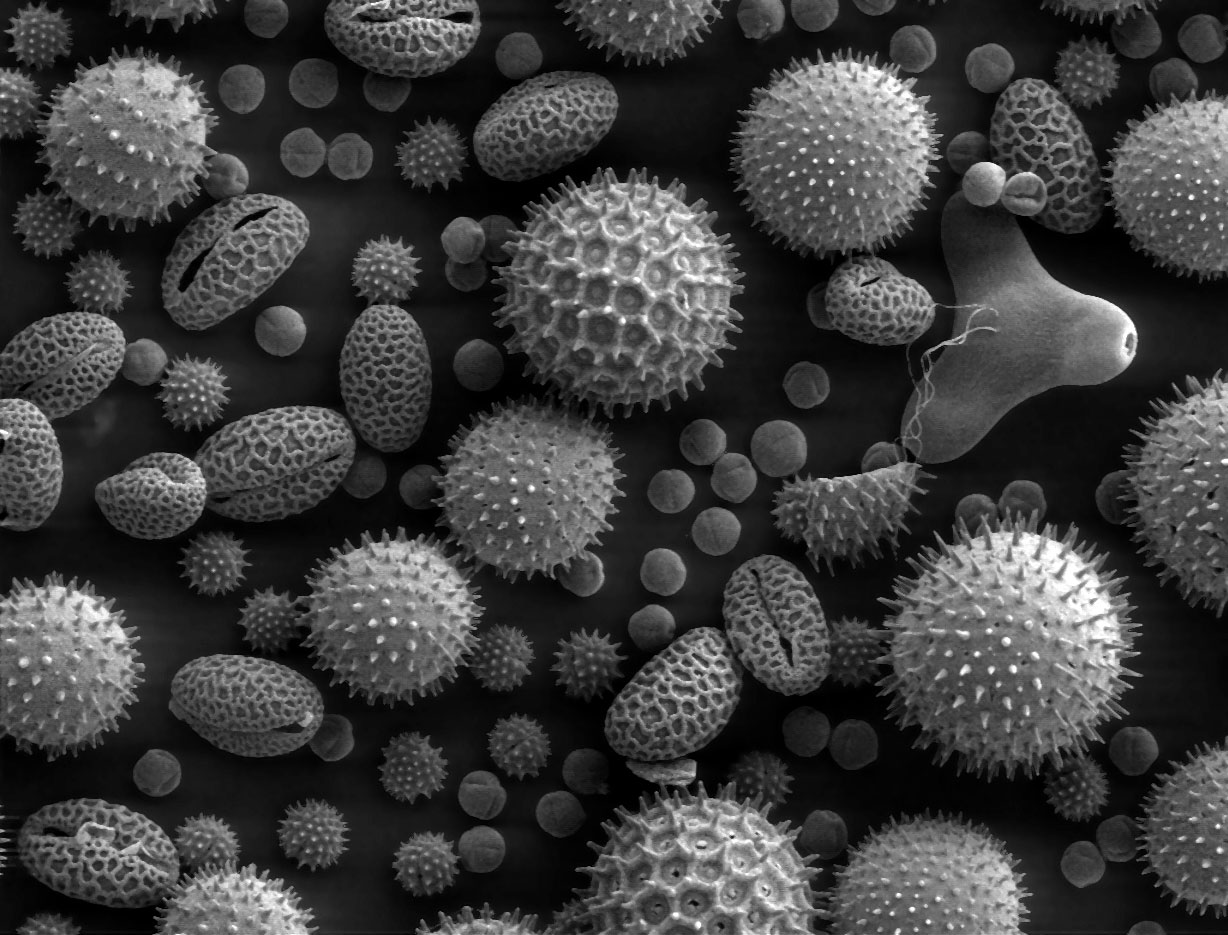
Elektronová mikrofotografie pylových zrn

Melissopalynologie je obor aplikované palynologie, který zkoumá botanický původ, tedy druhové zastoupení pylových zrn ve včelích produktech, v medu, rouskovém pylu a plástovém pylu. Výsledky melisopalinologických testů poskytují údaje botanickém původu těchto produktů a pokud se mezi nalezenými rostlinami vyskytují endemity, může to být jedním z dokladů geografického původu medu. Mnoho rostlin, které včely využívají jako zdroj pastvy, je ale rozšířeno i na více kontinentech, nebo jsou kosmopolitní, takže o místu původu medu nevypovídají. Znalost melissopalynologických informací umožňuje také studovat chování včel a získat znalosti o rostlinách, ze kterých nejčastěji získávají nektar a pyl. 